# Ho sbagliato ancora
Ho sbagliato ancora è un singolo del cantautore italiano Chiello, pubblicato il 1º novembre 2024 dalla Island.

## Video musicale
Il videoclip del brano è stato pubblicato il 4 novembre 2024 sul canale YouTube del cantautore.

## Tracce
Testi di Rocco Modello, musiche di Simone Benussi.
1. Ho sbagliato ancora – 3:10